# سیارک ۱۱۰۰
سیارک ۱۱۰۰ (به انگلیسی: 1100 Arnica، نامگذاری:1928SD) هزار و صدمین سیارک کشف شده‌است که در ۲۲ سپتامبر ۱۹۲۸ و در هایدلبرگ کشف شد.
قدر مطلق سیارک برابر ۱۱٫۰۰ است.